# 絕對戀愛命令
《要你對我×××！》（日语：わたしに××しなさい！）是日本漫畫家遠山繪麻的作品，於月刊少女漫畫雜誌《Nakayoshi》2009年6月號至2015年7月號連載。另外，在2010年《Nakayoshi lovely》（《Nakayoshi》增刊）冬季刊和春季刊上刊登了两话番外篇。此作榮獲第36回講談社漫畫賞（兒童部門），目前在日本銷量達212萬本。日版單行本第八至十卷特装版附贈广播剧，由日笠陽子、櫻井孝宏、梶裕貴和竹達彩奈聲演。於2018年3月推出真人版電視劇集，由玉城蒂娜和小關裕太主演，劇集原版人班的電影版預定2018年6月23日上映。

## 故事簡介
被班上同學稱為「絕對零度雪女」的雪菜，其實私底下是個超受歡迎的手機小說家！因為自己沒有戀愛經驗，無法寫出讀者期待的小說而煩惱不已。可是在一次偶然之下，她意外知道學校最受歡迎的男同學・時雨的秘密……絕對服從，戀愛的終極任務即將展開！

## 登場人物
※聲為廣播劇CD版／dTV版。
冰室雪菜（聲：日笠陽子／赤崎千夏）
故事的女主角之一，戴眼鏡和擁有令人害怕的眼睛，在學校裡被人稱為「絕對零度之女」・「雪女」。本來除了與表弟霜月晶在學校有交談之外，沒有朋友。她也是手機小說作家「優P奈」，其作品非常受歡迎，一開始只有晶知道這個身份。
起初不太喜歡經常帶著臉同班極受女同學歡迎的北見時雨，在一次無意中發現時雨的秘密，就是他會在學生手冊記錄所有曾經他表白的女生的表白地點、日期等，而在同班只有雪菜尚未淪陷。湊巧當時小說讀者要求她加入愛情元素，沒有戀愛經驗的她為了尋找戀愛的感覺便以手冊的事威脅時雨執行一連串「戀愛指令」。
在和時雨的互動過程中漸漸開始在意起他，有出現忌妒麻實的狀況。
弱點是眼鏡，因為童年陰影，不喜歡別人盯著沒戴眼鏡的自己，但是在一次意外被時雨發現。
在自己的手機小說－《惡魔的迴響》中，將自己現實的性格和處境代入女主角莉莉亞。
北見時雨（聲：櫻井孝宏／逢坂良太）
故事的男主角之一，擁有能吸引少女的帥氣面孔。是學生會的會長，受到老師和同學歡迎，而家中是開醫院的。時雨經常帶著假笑容面具面對別人，認為戴「面具」就不會因為和他人接觸過深而受到傷害。社交能力很好，總是能令他人照自己的想法行動，但雪菜是唯一的例外。利用自己的特點玩弄了很多女生並把相關資料紀錄在學生手冊中，用來消磨時間。在雪菜要求下要接受她的任務，在不知不覺間愛上她。與霜月晶是情敵，和水野麻實是青梅竹馬。他幾乎察覺不了麻實愛他的心，只把她視為妹妹。
在雪菜的手機小說－《惡魔的迴響》中，時雨等同故事內的雷爾伯爵。
霜月晶（聲：梶裕貴／市川太一）
雪菜的表弟，性格善良。父母在他四歲生日時駕車外出遇上交通意外身亡，在激動之下他衝出馬路，差點被一輛貨車撞倒之際被雪菜所救。由那日開始，雪菜一直陪伴著他，對他來說，雪菜是一個特別存在。因此，他十分喜歡雪菜。發現雪菜和時雨間的「交易」關係後向雪菜要求自己也要加入其中。在時雨介入他們後，公開與時雨下戰書。同時也鼓勵麻實追求時雨。
在雪菜的手機小說－《惡魔的迴響》中，晶等同故事內的騎士凱恩。
水野麻實（聲：竹達彩奈／田中愛美）
時雨的青梅竹馬，自小雙親離異，小時候受到時雨的照顧，一直都很喜歡時雨。雖然暗戀時雨卻一直只被當作是妹妹。受到老師和男同學歡迎。小時候與時雨有約定，就是不用真心對人。知道時雨愛上雪菜後，向雪菜下戰書。對寫文章很有興趣。似乎在不知不覺中喜歡上常鼓勵她的晶。
在雪菜的手機小說－《惡魔的迴響》中，麻實等同故事內的雷爾伯爵未婚妻蒂亞娜。
北見冰雨
北見時雨的弟弟，喜歡麻實，但是因為麻實喜歡時雨，因此很討厭時雨，喜歡看別人哭、也喜歡捉弄麻實。平時都住在學校的宿舍，和時雨不同校，只有暑假會回家。也是手機小說作家「DOLCE」。叫麻實為小麻實，叫雪菜為大姐姐。
在雪菜的手機小說－《惡魔的迴響》中，冰雨等同故事內的雷爾伯爵的弟弟傑克。
冰室真冬
雪菜的父親。
冰室春菜
雪菜的母親。
霜月秋斗
晶的父親，春菜的哥哥。原為攝影師，在前往工作地點的途中遭遇事故過世。
霜月蕾拉
晶的母親。原為模特兒，與丈夫一同遭遇事故過世。

## 出版書籍
- 特裝版以「*」表示，通常版則不加

| 冊數   | 講談社         | 講談社                                         | 尖端出版       | 尖端出版                             | 天下出版       | 天下出版               |
| 冊數   | 發售日期       | ISBN                                           | 發售日期       | EAN/ISBN                             | 發售日期       | ISBN                   |
| ------ | -------------- | ---------------------------------------------- | -------------- | ------------------------------------ | -------------- | ---------------------- |
| 1      | 2009年10月6日  | ISBN 978-4-06-364236-0                         | 2010年4月17日  | EAN 4717702233297                    | 2010年4月7日   | ISBN 978-988-8030-82-8 |
| 2      | 2010年2月5日   | ISBN 978-4-06-364250-6                         | 2010年8月20日  | EAN 4717702235253                    | 2010年6月4日   | ISBN 978-988-8031-56-6 |
| 3      | 2010年6月4日   | ISBN 978-4-06-364268-1                         | 2011年2月14日  | EAN 4717702235260                    | 2010年8月5日   | ISBN 978-988-8032-49-5 |
| 4      | 2010年10月6日  | ISBN 978-4-06-364280-3                         | 2011年5月9日   | EAN 4717702237080                    | 2010年12月22日 | ISBN 978-988-8033-65-2 |
| 5      | 2011年2月4日   | ISBN 978-4-06-364295-7                         | 2011年8月10日  | EAN 4717702240202                    | 2011年4月1日   |                        |
| 6      | 2011年6月6日   | ISBN 978-4-06-364309-1                         | 2012年2月3日   | EAN 4717702244231 *EAN 4717702246129 | 2011年8月5日   | ISBN 978-988-8097-46-3 |
| 7      | 2011年10月6日  | ISBN 978-4-06-364324-4                         | 2012年4月27日  | EAN 4717702244248                    | 2011年11月21日 |                        |
| 8      | 2012年2月6日   | ISBN 978-4-06-364337-4 *ISBN 978-4-06-358386-1 | 2012年8月9日   | EAN 4717702248550 *EAN 4717702249991 | 2012年4月17日  |                        |
| 9      | 2012年6月6日   | ISBN 978-4-06-364353-4 *ISBN 978-4-06-358398-4 | 2013年2月19日  | EAN 4717702250935 *EAN 4717702253523 | 2012年8月2日   | ISBN 978-988-8099-82-5 |
| 10     | 2012年10月5日  | ISBN 978-4-06-364364-0 *ISBN 978-4-06-358416-5 | 2013年4月30日  | EAN 4717702253035 *EAN 4717702255046 | 2012年12月27日 | ISBN 978-988-8100-50-7 |
| 11     | 2013年2月6日   | ISBN 978-4-06-364372-5                         | 2013年8月15日  | EAN 4717702256180 *EAN 4717702256197 | 2013年4月10日  | ISBN 978-988-8213-07-8 |
| 12     | 2013年6月13日  | ISBN 978-4-06-364384-8                         | 2014年2月5日   | EAN 4717702258955 *EAN 4717702259624 | 2013年7月30日  | ISBN 978-988-8213-70-2 |
| 13     | 2013年10月11日 | ISBN 978-4-06-364397-8                         | 2014年8月8日   | EAN 4717702262099 *EAN 4717702262112 | 2013年12月23日 | ISBN 978-988-8214-32-7 |
| 14     | 2014年2月6日   | ISBN 978-4-06-364413-5                         | 2015年2月10日  | EAN 4717702264673 *EAN 4717702264680 | 2014年7月13日  | ISBN 978-988-8214-96-9 |
| 15     | 2014年6月15日  | ISBN 978-4-06-364426-5                         | 2015年8月11日  | EAN 4717702267797                    | 2015年3月16日  | ISBN 978-988-8215-49-2 |
| 16     | 2014年11月13日 | ISBN 978-4-06-364444-9                         | 2015年9月22日  | ISBN 978-957-10-6176-4               |                |                        |
| 17     | 2015年2月13日  | ISBN 978-4-06-364457-9                         | 2016年2月17日  | ISBN 978-957-10-6437-6               |                |                        |
| 18     | 2015年6月12日  | ISBN 978-4-06-364473-9                         | 2016年6月3日   | ISBN 978-957-10-6753-7               |                |                        |
| 19     | 2015年11月13日 | ISBN 978-4-06-364489-0                         | 2016年8月17日  | ISBN 978-957-106-832-9               |                |                        |
| 情侶篇 | 2018年6月13日  | ISBN 978-4-06-364489-0                         | 2018年10月17日 | ISBN 978-9-57108329-2                |                |                        |

## 廣播劇CD
同捆於單行本第8冊、第9冊、第10冊特裝版附廣播劇CD（只限日本版）。主要描述第1冊至第6冊單行本的故事。
- 劇本：高橋奈津子
- 音響監督：濱野高年
- 效果：森川永子
- 錄音調整：椎原操志
- 音響製作：
- 錄音studio：樂音舍

## 電影漫畫
2018年2月20日開始於網站dTV連載中，逢星期一更新。
- 企畫：上田德浩
- 製片：鈴木健太郎
- 製片擔當：中島章博、平木美和
- 協力：講談社
- 宣傳：野澤麻美
- 網站編輯：奥山孝博
- 主題曲：東京女子流「ラストロマンス」(avex trax)
- 製作：エイベックス通信放送
- 原作：遠山繪麻／講談社／BeeTV

## 改編作品
由玉城蒂娜和小関裕太主演改編電視劇集及電影。監督為山本透。
演員
冰室雪菜 - 玉城蒂娜
北見時雨 - 小関裕太
霜月晶 - 佐藤寛太
水野麻美 - 山田杏奈
北見冰雨 - 金子大地
下仁田 - オラキオ
川渕 - 高田里穂

### 電視劇集
2018年3月26日至4月16日在每日放送播放。。

### 真人電影
於2018年6月23日上映。

## 外部連結
- 絕對戀愛命令｜講談社COMIC PLUS （页面存档备份，存于）（日語）
- 廣播劇CD附「要你對我×××！」特別網頁（日語）
- http://batsu-shina.jp/ （页面存档备份，存于）
- 電視劇集「要你對我xxx！」官方網站 （页面存档备份，存于）（日語）
- dTV版廣播劇「要你對我×××！」網頁 （页面存档备份，存于）（日語）